# 사랑의 다이얼 6700
〈사랑의 다이얼 6700〉(일본어: 恋のダイヤル6700 코이노다이야루 싯쿠스 세븐 오 오[*])는 1973년 12월 5일에 발매된, 핑거5의 싱글곡이다. 같은 곡을 Dream5가 커버한 버전에 대해서도 본항목에서 따른다.

## 해설
핑거5로 필립스 레코드 이적후 2번째 싱글곡이다. 1973년 12월 31일부터 4주 연속으로, 오리콘 싱글 차트 1위 획득. 누계 매상은 160만장을 기록.
1992년 12월 24일에 방송된 NHK의 크리스마스 특집 방송으로 삼남인 마사오와 사남인 아키라가, 여성 밴드 프린세슨 프린세스와 컬러버레이션하고, 이 곡을 연주했다. 그 때, 프린세스 프린세스의 보컬 오쿠이 카오리가 〈헬로 달링〉(ハロー・ダーリン)의 대사를 담당했다.

## 수록곡
1. 사랑의 다이얼 6700(恋のダイヤル6700)
  - 작사: 아쿠 유, 작곡 · 편곡: 이노우에 타다오
2. 첫 학급회(初めてのクラス会)
  - 작사: 아쿠 유, 작곡 · 편곡: 이노우에 타다오

마사오의 솔로곡.

## Dream5에 의한 커버 싱글
〈사랑의 다이얼 6700〉(일본어: 恋のダイヤル6700 코이노다이야루 싯쿠스 세븐 오 오[*])는 Dream5의 3번째 싱글로 2011년 1월 1일에 에이벡스 트랙스에서 발매됐다.

## 해설
- CD와 DVD가 세트로 되어있는 버전과, CD만 있는 버전의 2종류이다.
- 뮤직비디오에는 AAA의 히다카 미츠히로, 스에요시 슈타가 게스트로 출연.
- 댄서인 타카노 아키라, 오하라 유노, 타마카와 모모나도 노래를 부르고 있다.

## 수록곡

### 통상반
CD
1. 사랑의 다이얼 6700(恋のダイヤル6700)
  - 작사: 아쿠 류, 작곡: 이노우에 타다오, 편곡: 모리오 타카시
2. 버텨내는 거야!(ネバルノダ!)
  - 작사: 모리츠키 캬스, 작곡 · 편곡:와타나베 토루
3. 사랑의 다이얼 6700 (Instrumental)
4. 버텨내는 거야! (Instrumental)

DVD
1. 사랑의 다이얼 6700 (Music Video)
2. 사랑의 다이얼 6700 (MTK version)
3. 사랑의 다이얼 6700 (안무 비디오)
4. 버텨내는 거야! (안무 비디오)